# Гуси
Гуси (лат. Anser) — род водоплавающих птиц семейства утиных, отряда гусеобразных.

## Характеристика
Гуси отличаются клювом, имеющим при основании большую высоту, чем ширину, и оканчивающимся ноготком с острым краем. По краям клюва идут мелкие зубчики. Гуси отличаются шеей средней длины (более длинной, чем у уток, но короче, чем у лебедей), довольно высокими ногами, растущими ближе к середине тела, чем у уток, и твёрдым бугром, или шпорой, на сгибе крыла.
Перья и пух сильно развиты. Самцы практически не отличаются от самок — отличия состоят лишь в костном наросте («горбинке») в начале клюва у переносицы самца, а также в несколько более крупном размере тела.
Многие гуси гогочут или издают бормочущие звуки, при опасности или в раздражении шипят.

## Образ жизни
Гуси живут на луговых и болотистых пространствах, некоторые на берегах морей; хорошо ходят и бегают; летают быстро, но плавают и ныряют хуже уток. На воде находятся гораздо меньше, чем утки и лебеди, большую часть жизни проводят на суше. Летят гуси на зимовку и на гнездования обычно по ночам на большой высоте, довольно быстро.

### Питание
Питаются почти исключительно растительной пищей, главным образом — зелёными частями растений и семенами. С помощью клюва, снабжённого острыми зубчиками по краям, они щиплют траву, злаки, капусту, обрывают листья, ягоды, стручки и колосья. Кроме растений, некоторые виды едят ещё и мелких позвоночных и насекомых.

### Размножение
Гуси живут парами, а во время перелётов собираются в большие стаи. Гнездятся на болотах, некоторые на деревьях; число яиц обыкновенно 6—12. В насиживании яиц самец участия не принимает, он охраняет самку, а когда вылупляются птенцы, ходит рядом, охраняя всю семью.

## Классификация

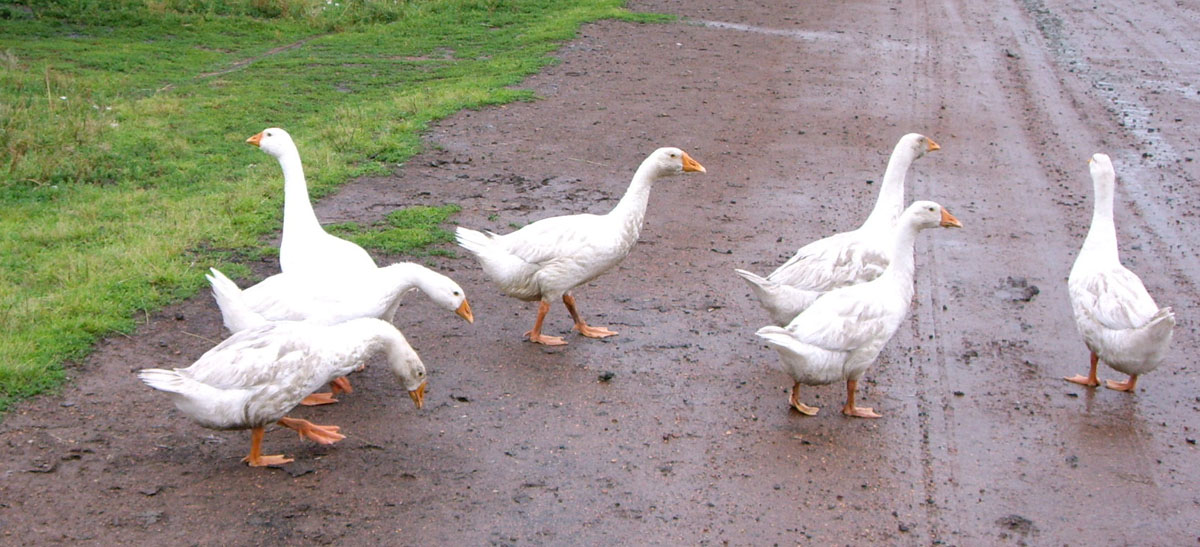
Гуси на деревенской улице

Международный союз орнитологов включает в род 11 видов:
- Горный гусь (Anser indicus)
- Гусь-белошей (Anser canagicus)
- Гусь Росса (Anser rossii)
- Белый гусь (Anser caerulescens)
- Серый гусь (Anser anser)
- Сухонос (Anser cygnoides)
- Гуменник (Anser fabalis)
- Короткоклювый гуменник (Anser brachyrhynchus)
- Восточный тундровый гусь (Anser serrirostris)
- Белолобый гусь (Anser albifrons)[2]
- Пискулька (Anser erythropus)

## Гусиная охота
Согласно ЭСБЕ, в начале XX века промысловое значение гусей для русского нехлебородного севера было огромным. В продажу поступали преимущественно только гусиные перо и пух, мясо же обыкновенно потреблялось промышленниками на месте. По закону от 3 февраля 1892 года охота на гусей в Европейской России (за исключением Архангельской губернии и некоторых частей Вологодской, Пермской и Вятской губерний) была запрещена с 1 мая по 29 июня.
Весной гусей стреляют на утренней или вечерней заре, когда они перелетают с болота, где ночуют, на поля, для корма, и обратно; на реке Обь во время весеннего пролёта гусей промышленники стреляют их из шалашей, к которым приманивают гусиными чучелами (манчуками). Летом добывают почти исключительно молодых гусей, пока у них ещё не отросли перья на крыльях, а также старых гусаков, которые тогда линяют и не могут летать. В это время линьки (линяющие гуси) обыкновенно держатся на малых озёрах, сообщающихся протоками с большими озёрами, куда они и отправляются за пищей. Промышленники, окружив эти протоки сетями, загоняют в них гусей на лодках и при помощи собак и избивают их в огромном числе. Убитые летом гуси иногда солятся в бочонках; в тундре же их закапывают в ямах, вырытых в земле до мёрзлого слоя, откуда вынимают только зимою и развешивают на воздухе. Осенью, при отлёте, гусей стреляют подобно тому, как и весной, на утренней и вечерней заре, иногда же подъезжают к ним на выстрел верхом или в телеге, чего они боятся меньше, нежели пешего человека. Стреляют гусей очень крупною дробью или мелкою картечью.